# Josef Schwammberger
Josef Schwammberger (* 14. Februar 1912 in Brixen, Südtirol; † 3. Dezember 2004 im Justizvollzugskrankenhaus Hohenasperg bei Ludwigsburg) war in der Zeit des Nationalsozialismus SS-Oberscharführer, Ghetto- und Lagerkommandant.

## Leben
Schwammberger, von Beruf kaufmännischer Gehilfe, wurde aufgrund seines 1933 erfolgten Beitritts zur SS aus Österreich ausgebürgert. Der NSDAP trat er 1938 bei.
Während des Zweiten Weltkrieges war er Kommandant in verschiedenen SS-Zwangsarbeiterlagern im Distrikt Krakau und ab Oktober 1941 dem SS- und Polizeiführer Julian Scherner in Krakau unterstellt. Schwammberger leitete das Ghetto in Przemyśl von Januar 1942 bis Februar 1944 und anschließend das Arbeitslager Mielec. Im Juli 1945 wurde er in Innsbruck als Josef Hackl verhaftet. Nachdem er im Januar 1948 aus dem Internierungslager Oradour bei Schwaz entkommen konnte, flüchtete er über eine der „Rattenlinien“ nach Argentinien und blieb bis zum 13. November 1987 flüchtig. Am 3. Mai 1990 wurde er von Argentinien an die Bundesrepublik Deutschland ausgeliefert. Für seine Ergreifung hatte das Land Baden-Württemberg knapp 500.000 DM gezahlt.
In dem fast einjährigen Prozess von 1991 bis 1992 vor dem Landgericht Stuttgart bestritt Schwammberger stets die ihm vorgeworfenen Verbrechen und seine Aussagen hatten durchweg einen defensiv-leugnenden Charakter. 
Folgende Beispiel-Aussagen zeigen ihn als einen notorischen Lügner und Verblendeten:
Die im Sack Nr. 5 aufscheinenden Schmuckstücke habe ich in einem Keller vergraben gefunden. Ich habe keinem Juden etwas weggenommen.
Es handelte sich um ungefähr 35 Juden, welche von mir befehlsgemäß erschossen werden mussten. Ein Teil wurde liquidiert. Ich musste dies leider Gottes mitansehen.
Tapferkeit und Kameradschaft sind mit unserer Generation verblutet.
Schwammberger räumte lediglich ein, das Ghetto A im Lager Przemyśl geleitet zu haben. Am 18. Mai 1992 wurde er vom Landgericht Stuttgart wegen Mordes an 25 Personen und Beihilfe zum Mord in mindestens 641 Fällen zu einer lebenslangen Freiheitsstrafe verurteilt, die er in der Justizvollzugsanstalt Mannheim verbüßte. Am 1. Juli 1993 wies der Bundesgerichtshof die Revision von Schwammbergers Verteidigung zurück, damit war das Urteil rechtskräftig. Am 23. April 1998 lehnte Ministerpräsident Erwin Teufel ein Gnadengesuch Schwammbergers ab.
Historische Quellen gehen von viel höheren Zahlen als denjenigen, die noch nachgewiesen werden können, aus. Gemäß dem Simon-Wiesenthal-Archiv fand die Polizei bei seiner Verhaftung in Innsbruck 1945 Schmuckgegenstände von hohem Wert in seinem Besitz, die vermutlich Häftlingen entwendet worden waren.
Im August 2002 lehnte das Landgericht Mannheim eine vorzeitige Entlassung wegen der besonderen Schwere der Schuld ab. Schwammberger mordete laut Gerichtsurteil willkürlich aus Rassenhass und gegenüber Juden habe er dabei besonders grausam gehandelt. Beim Quälen von Menschen, die ihm persönlich negativ aufgefallen waren, praktizierte er immer wieder drei von ihm bevorzugte Strafmethoden: Prügeln und Auspeitschen, meist nachdem die Opfer sich ausziehen mussten; Hetzen seines abgerichteten Schäferhunds Prinz auf diese, und Zwang, ihren eigenen Kot oder Erde herunter zu würgen.
Seine Ehefrau Käthe Schwammberger starb 2004 im Alter von 87 Jahren in Argentinien.